# Atractus tartarus
Atractus tartarus — вид змій родини полозових (Colubridae). Ендемік Бразилії. Описаний у 2016 році.

## Поширення і екологія
Atractus tartarus поширені в Бразильській Амазонії, в штаті Пара. Вони живуть у вологих рівнинних тропічних лісах.